# Luboradza
Luboradza (do 1945 niem. Lübrassen) – osada w Polsce położona w województwie zachodniopomorskim, w powiecie szczecineckim, w gminie Barwice, nad rzeką Dębnicą przepływającą przez jezioro Koprzywno (pow. 21 ha) oraz rozlewiskiem tworzącym jezioro Polok (pow. 9 ha). W latach 1975–1998 miejscowość położona była w województwie koszalińskim. Została założona w XIX w. Założenie dworskie pochodzi z początku XX w., gdy właścicielem był major von Ditfurth-Lübrassen. Powierzchnia użytkowa dworu wynosi 821 m². Wokół pałacu 2-hektarowy park krajobrazowy.

## Krajobraz i architektura okolic
Na ukształtowanie terenu w okolicy największy wpływ miało zlodowacenie skandynawskie (faza pomorska zlodowacenia bałtyckiego). Nacisk mas lodowca spowodował powstanie moreny czołowej objawiające się bogactwem wzgórz, pagórków (kumulacje dochodzące do 100m), głębokich jarów i wąwozów. Wody z topniejących lodowców utworzyły liczne jeziora polodowcowe. Na południowym brzegu jeziora Koprzywno odkryto grodzisko słowiańskie z pozostałością grobów popielnicowych z epoki brązu, w okolicy rosną dwa stare dęby, „Adam” (o obwodzie 5,2m) i „Ewa” (o obwodzie 6,5m). Trzeci „Kain” (o obwodzie 4,0m) jest wymieniany w przekazach historycznych i przewodnikach turystycznych, lecz od czasu gdy się przewrócił, można jedynie podziwiać jego pień na brzegu jeziora. W pobliżu jeziora rośnie też bardzo stary wiąz. Jego wiek szacowany jest na około 900 lat. 
Na lokalną architekturę wpływ miała zmiana sposobu zabudowy na przełomie XIX i XX wieku. Budownictwo ryglowe zastąpiono czerwoną cegłą i ceramicznymi dachami, zaś budownictwo sakralne oraz dwory budowane były z lokalnie dostępnego łupanego kamienia polnego i cegły licowej. Na wsiach założenia folwarczne – dwory usytuowane między parkiem a częścią gospodarczą, np. powstały na przełomie wieków modernistyczny dwór z czterokolumnowym portykiem w Luboradzy. Wokół dworu, pałacu zachował się częściowo zabytkowy park (w rejestrze zabytków WKZ w Szczecinie wpisany pod numerem 1137).

## Historia
W latach 50. XX wieku wieś przejęły Zakłady Przemysłu Jedwabniczego Pierwsza w Łodzi i przez kolejne 50 lat Luboradza była bazą wypoczynku letniego dla dzieci i młodzieży pracowników ww. zakładu.
.